# Kuki Gallmann
Kuki Gallmann (* 1. Juni 1943 in Treviso, Italien) ist eine italienisch-kenianische Autorin und Naturschützerin.

## Leben
Die gebürtige Italienerin Gallmann studierte in Padua Politische Wissenschaften. Sie wanderte 1972 mit ihrem Mann und ihrem Sohn nach Kenia aus und nahm die kenianische Staatsbürgerschaft an. Die Familie kaufte eine große Farm an der kenianischen Küste. 1980 starb Gallmanns Mann bei einem Autounfall, drei Jahre später verstarb ihr Sohn nach einem Schlangenbiss. 1984 gründete Gallmann die Gallmann Memorial Foundation, die sich für den Schutz von Umwelt und Tieren in Kenia einsetzt. Die Farm wandelte sie in ein zuletzt etwa 400 km² großes Naturreservat, Laikipia Nature Conservancy um, in dem Ökotourismus betrieben wird. Gallmann lebt mit ihrer Tochter in Laikipia, im Zentrum von Kenia.
Gallmann war mehrfach Ziel von Angriffen. Am 29. März 2017 brannte ihre Mukutan Retreat-Ranch im Laikipia-Park nieder. Als Täter wurden Viehzüchter vermutet, die sich in Kenia im Konflikt mit Landbesitzern befinden. Am 23. April 2017 wurde Gallmann durch einen Bauchschuss schwer verletzt und nach Nairobi zur Behandlung transportiert. Die Täter blieben zunächst unbekannt.
Gallmann schrieb mehrere Bücher, die in 21 Sprachen übersetzt wurden. Ihre Autobiografie, Ich träumte von Afrika, wurde 2000 mit Kim Basinger verfilmt („Ich träumte von Afrika“).

## Veröffentlichungen
- Die Farbe des Windes; Droemer-Knaur, 1996; ISBN 342660552X
- Afrikanische Nächte; Droemer-Knaur, 1999; ISBN 3426614332
- Elefanten in meinem Garten; Droemer-Knaur, 2002; ISBN 3426196131
- Die Nacht der Löwen; Droemer-Knaur, 2001; ISBN 3426618265
- Ich träumte von Afrika, aus dem Englischen von Ulrike Wasel und Klaus Timmermann; Knaur-Taschenbuch-Verlag, München 2008, ISBN 978-3-426-50044-6. (Neuauflage)